# 517
517(오백십칠)은 516보다 크고 518보다 작은 자연수다.

## 수학
- 합성수로, 그 약수는 1, 11, 47, 517이다. 진약수의 합은 59이므로, 517은 부족수다.
- {\displaystyle 517=97+101+103+107+109}
  - 연속하는 소수(素數) 5개의 합으로 나타낼 수 있으며, 이 성질을 지닌 앞의 수는 497, 다음 수는 533이다.
- {\displaystyle 48^{5}-1}은 517로 나누어떨어진다.

## 과학
- NGC 517(영어판): 물고기자리 방향에 있는 렌즈형은하.

## 교통

### 철도
- 수도권 전철 5호선 화곡역의 역번호.

### 도로
- 고속도로
  - 오토루트 517호선(프랑스어판): 프랑스의 고속도로.
- 기타 도로
  - 517번 지방도: 충청북도 괴산군 청천면에서 장연면까지 이어지는 대한민국의 지방도.
  - 현도 제517호선

## 문화유산
- 대한민국의 보물 제517호: 영천 청제비
- 대한민국의 사적 제517호: 경주 진지왕릉

## 방송
- KT HCN의 Ball TV 채널 번호.

## 기타
- 날짜: 5월 17일
  - 5·17 쿠데타 (1980년)
- 연도: 517년, 기원전 517년